# Isa (osmanlijski sultan)
Isa (    -  oko 1408.) turski vladar
Isa postaje turski vladar u Maloj Aziji tijekom građanskog rata u Osmanskoj državi poslije poraza u bitci kod Angore.  Njegova mlađa braća Mehmed I. i Musa ga poražuju uz pomoć Mongola Timur Lenka.
| Prethodnik: | Suvladari Osmanskog Carstva Sulejman, Musa i Mehmed I. | Nasljednik:                |
| Bajazid I.  | Suvladari Osmanskog Carstva Sulejman, Musa i Mehmed I. | Sulejman, Musa i Mehmed I. |